# Monte Vsevidof
El monte Vsevidof es un estratovolcán en el estado de Alaska de los Estados Unidos. Su cumbre es el punto más alto en la isla Umnak, una de las islas Aleutianas orientales. Su cono simétrico se eleva bruscamente de su entorno. Su erupción más reciente fue causada por un terremoto el 9 de marzo de 1957. La montaña entró en erupción el 11 de marzo de 1957, y la erupción terminó el día siguiente.